# Epsilon Aquilae
Pour les articles homonymes, voir Epsilon (homonymie).
Désignations
Epsilon Aquilae (ε Aquilae, ε Aql) est une étoile binaire de la constellation de l'Aigle. Sa magnitude apparente combinée est de 4,02. D'après la mesure de sa parallaxe annuelle par le satellite Hipparcos, elle est située à environ ∼ 155 a.l. (∼ 47,5 pc) de la Terre.

## Nomenclature et histoire

### Du ciel grec et arabe aux catalogues internationaux
Deneb El Okab est le nom porté aujourd’hui par ε Aql. Au départ, nous avons ذنب العقاب Ḏanab al-ᶜUqāb, « la Queue de l’Aigle », dans le ciel gréco-arabe pour ζ Aql. , que, dans ses Commentaires à la traduction du یجِ سلطانی Zīğ-i Sulṭānī ou « Tables sultaniennes » d’Uluġ Bēg (1437), Thomas Hyde (1665) transcrit par ‘Danab AlOkâb’,.

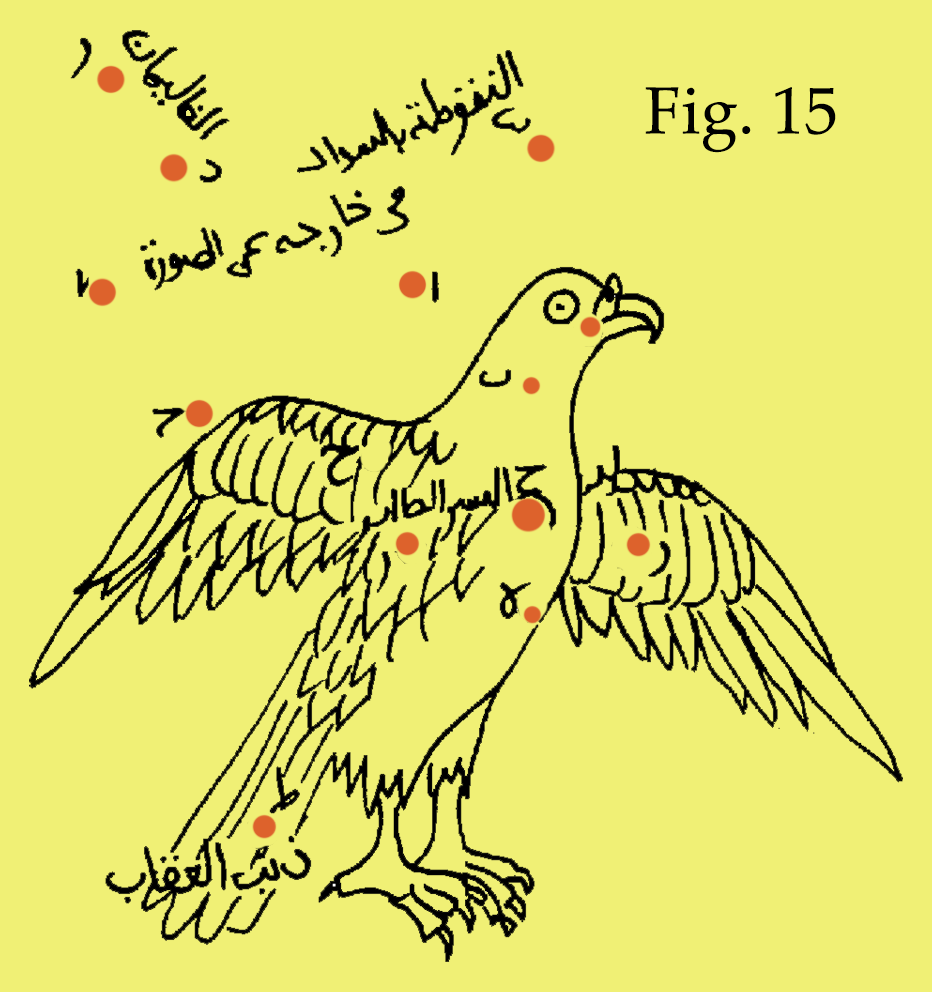
Figure de العقاب al-ᶜUqāb dans le ciel gréco-arabe, d’après un traité de ᶜAbd al-Raḥmān al-Sūfī al-Ṣūfī, 1606, (St-Péterbourg).

Par l’intermédiaire du philologue Friedrich Wilhelm Lach (1796) qui retranscrit ‘dseneb el-okab’, Johann Elert Bode donne, dans son Uranographia, le nom propre Dseneb el-okab. Retranscrit une nouvelle fois sous la forme Al Dhanab al ‘Oḳāb, il passe dans les catalogues du XXe siècle sous la graphie Dhanab Okab. Étendu par Harley Barlow Rumrill au couple ζε Aql, on retrouve le nom limité à ε Aql chez Jack W. Rhoads qui nomme en même temps Deneb Okab sa voisine, soit ζ Aql. Mais comme ce nom circule toujours dans les catalogues pour ζ Aql, il est souhaitable d’accompagner ε Aql de l’épithète de position Borealis ou Praecedens.

### En Chine
En mandarin, l'étoile a reçu les noms de Woo 吳 (wú), un ancien État près de la province du Jiangsu, et de Yuë 粵 (yuè), un ancien État de la province du Guangdong.

## Caractéristiques physiques
ε Aquilae est une binaire spectroscopique avec une période orbitale de 1 271 jours (soit 3,5 ans) et une excentricité de 0,27. Sa composante visible est une étoile géante de classe K. À peu près 10 fois plus large que le Soleil, elle est en train de réaliser la fusion de son hélium et l'analyse de son spectre indique qu'elle est enrichie en baryum. Généralement, les étoiles présentant un surplus de baryum sont des étoiles doubles, cet excès provenant d'un compagnon ayant perdu de la masse par le passé et étant désormais une naine blanche, mais on n'est pas certain des caractéristiques de son compagnon en orbite.

## Environnement stellaire
ε Aquilae possède deux compagnons visuels de onzième magnitude recensées dans les catalogues d'étoiles doubles et multiples. Ils présentent des parallaxes et des mouvements propres différents du système d'ε Aquilae, ce qui indique que ce sont des doubles purement optiques.